# Ando-Kékrénou
 Ando-Kékrénou è una città e sottoprefettura della Costa d'Avorio appartenente al dipartimento di Béoumi. Conta una popolazione di 12 526 abitanti (censimento 2014).